# Instituto Padre Severino
O Instituto Padre Severino foi um tradicional reformatório (centro de reclusão para menores infratores) público na Ilha do Governador, no Rio de Janeiro, criado em 1954 e extinto em 2012. Ele era famoso por ter um histórico considerável de rebeliões, fugas e mortes.
O filme Juízo, que mostra a realidade de menores infratores, foi em parte filmado no local.